# Charzewice (gmina)
Charzewice – dawna gmina wiejska istniejąca w latach 1934–1954 i 1973–1977 w woj. lwowskim, rzeszowskim i tarnobrzeskim (dzisiejsze woj. podkarpackie). Siedzibą władz gminy były Charzewice (obecnie dzielnica Stalowej Woli).

## Historia
Gminę Charzewice utworzono 1 sierpnia 1934 roku w województwo lwowskim, w powiecie tarnobrzeskim, z dotychczasowych drobnych gromad wiejskich: Brandwica, Charzewice, Dąbrowa Rzeczycka, Jastkowice, Pilchów, Rzeczyca Długa, Rzeczyca Okrągła, Kępa Rzeczycka i Turbia.
W 1939 wójtem gminy był Stanisław Kochan.
Po wojnie gmina Charzewice weszła w skład woj. rzeszowskiego (nadal w powiecie tarnobrzeskim). Według stanu z dnia 1 lipca 1952 roku gmina składała się z 12 gromad: Brandwica, Charzewice, Chłopska Wola, Dąbrowa Rzeczycka, Jastkowice, Kępa Rzeczycka, Obojna, Pilchów, Rzeczyca Długa, Rzeczyca Okrągła, Szwedy i Turbia. Gmina została zniesiona 29 września 1954 roku wraz z reformą wprowadzającą gromady w miejsce gmin.
Gminę Charzewice reaktywowano w dniu 1 stycznia 1973 roku w woj. rzeszowskim (powiat tarnobrzeski). 1 czerwca 1975 roku gmina znalazła się w nowo utworzonym woj. tarnobrzeskim.
1 września 1977 roku gmina została zniesiona a jej obszar włączony do gmin:
- Pysznica (obszary wsi Brandwica i Chłopska Wola),
- Radomyśl (obszary wsi Musików, Rzeczyca Długa i Rzeczyca Okrągła),
- Zaleszany (obszary wsi Agatówka, Obojnia, Pilchów i Turbia)[10],
- oraz do Stalowej Woli (wieś Charzewice)[11].